# Arboretum Mustila
El Arboretum Mustila, finés: Mustilan Kotikunnassäätiö, sueco: Arboretum Mustila Stiftelsen,
es un Arboretum de 120 hectáreas de extensión en Finlandia. Su código de identificación internacional es ELIMA.

## Localización
Mustilan Kotikunnassäätiö, Elimäki, SF-47200 Suomi-Finlandia.60°43′51″N 26°25′28″E / 60.73083, 26.42444
- Altitud: 40 m s. n. m.

Se encuentra abierto en los meses cálidos del año.

## Historia
Fue fundado en 1902 por el canciller Axel Fredrik Tigerstedt. Se diferencia de la mayoría de otros arboretos, en que los árboles de la misma especie crecen a menudo en grandes extensiones para dar al investigador la información sobre el valor económico de cada especie de árbol. Esta idea es natural en un país como Finlandia que vive en gran medida de sus bosques. A.F. Tigerstedt murió en 1926 y su labor fue continuada por su hijo Carl Gustaf, que comenzó a cultivar árboles hortícolas, plantas ornamentales y plantas perennes. C.G. Tigerstedt también plantó los primeros Rhododendron por los cuales Mustila actualmente ha llegado a ser muy conocido.
Carl Gustaf Tigerstedt se hizo un dendrólogo bien conocido y en reconocimiento por su labor en silvicultura y horticultura fue promovido a « doctor honoris causa » por la Universidad de Helsinki. A la muerte de C.G. Tigerstedt en 1957, sus dos hijos Axel y Peter Tigerstedt continuaron su trabajo, quienes en 1981 lo promovieron a un arboretum de conservación de ámbito nacional y en 1983 establecieron la « Fundación del Arboretum Mustila » (la fundación de Mustila es una organización de utilidad pública, sin ánimo de lucro, fundada para preservar el trabajo de tres generaciones).

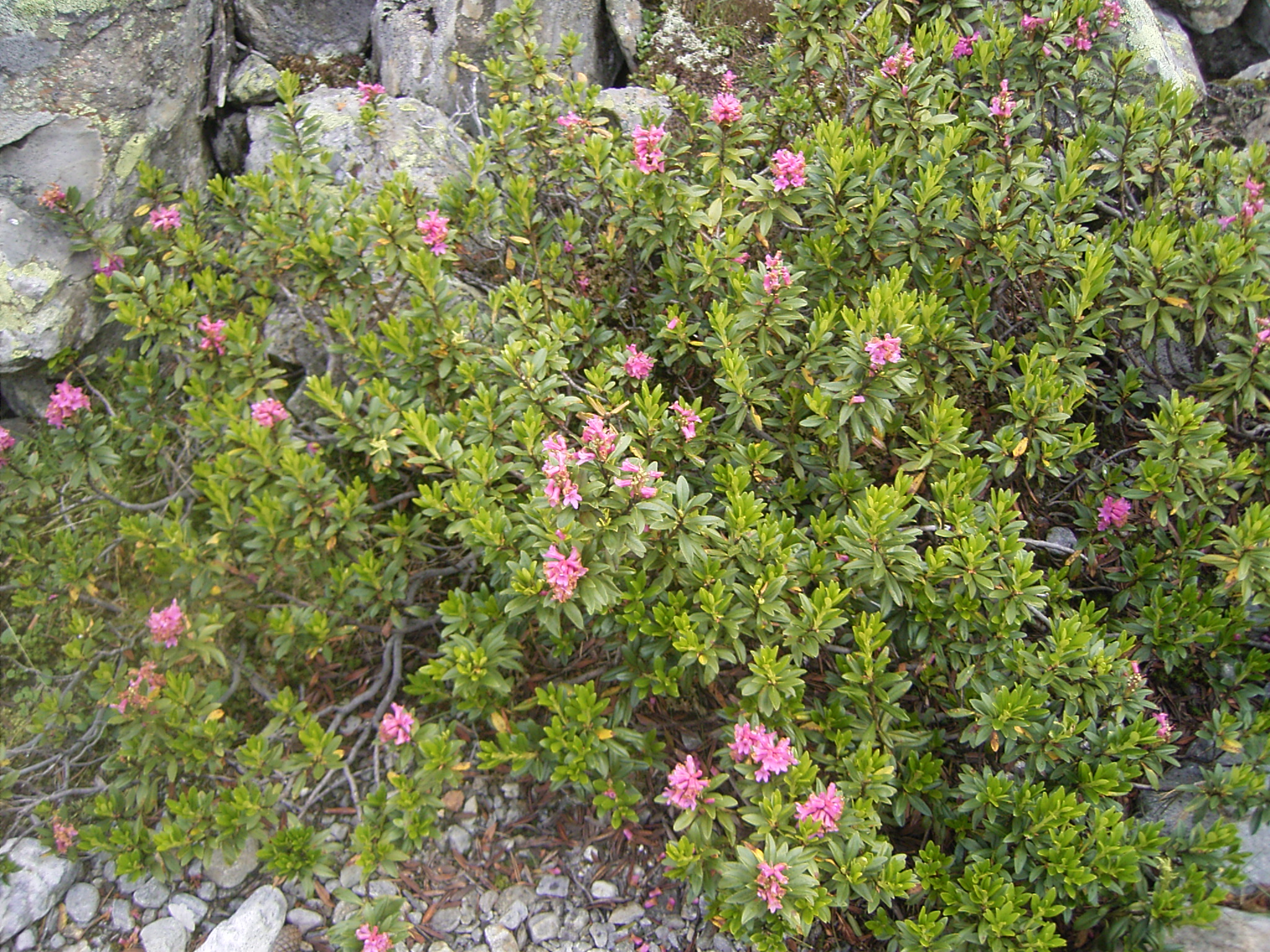
Rhododendron ferrugineum.

En conjunto hay unos 1000 taxones que crecen en el jardín y cada año se introducen nuevas plantas. Los experimentos en el arboretum Mustila han conducido hasta ahora al uso práctico de docenas de especies ornamentales en los jardines y los parques finlandeses. Algunos de los árboles exóticos han dado un buen resultado para competir con los árboles forestales nativos en la producción de madera. Su actual director es el Prof. Jukka Reinikainen.

## Colecciones
En este arboretum se pueden hacer varios recorridos así:
- «Ladera Norte», en esta zona fue donde se hicieron las primeras plantaciones con especies de coníferas de pruebas a principios del siglo XX. La intención era la de ampliar el abanico de especies disponibles en el limitado aserbo de especies maderables autóctonas de Finlandia. Las primeras plantaciones de Pinus contorta y de Pseudotsuga menziesii se hicieron en 1910, siguiendo después otras más, tales como Abies amabilis, Abies sachalinensis, Abies sibirica, Abies veitchii, Larix decidua ssp. polonica, Larix gmelinii var. japonica, Larix laricina, Larix sibirica, Pinus peuce, Thuja plicata y Tsuga heterophylla. En la parte oeste de esta ladera se encuentran las tumbas de la familia «Tigerstedt», incluida la de su fundador el propietario de la finca «A. F. Tigerstedt», encontrándose alrededor unos Abies amabilis, de más de 30 metros, y numerosos Rhododendron, en su mayoría plantas de pruebas de un programa de cultivo iniciado en la década de 1970, grupos de especímenes trasplantados de su medio natural de Rhododendron aureum var. hypopitys, Rhododendron brachycarpum y Rhododendron schlippenbachii. Recientemente se han creado unas charcas como zona de prueba de plantas de humedales tales como Phyllodoce caerulea, Kalmia latifolia y Rhododendron hypoleucum. En la parte alta de la ladera se encuentran Abies balsamea, Picea omorika y Pinus peuce.

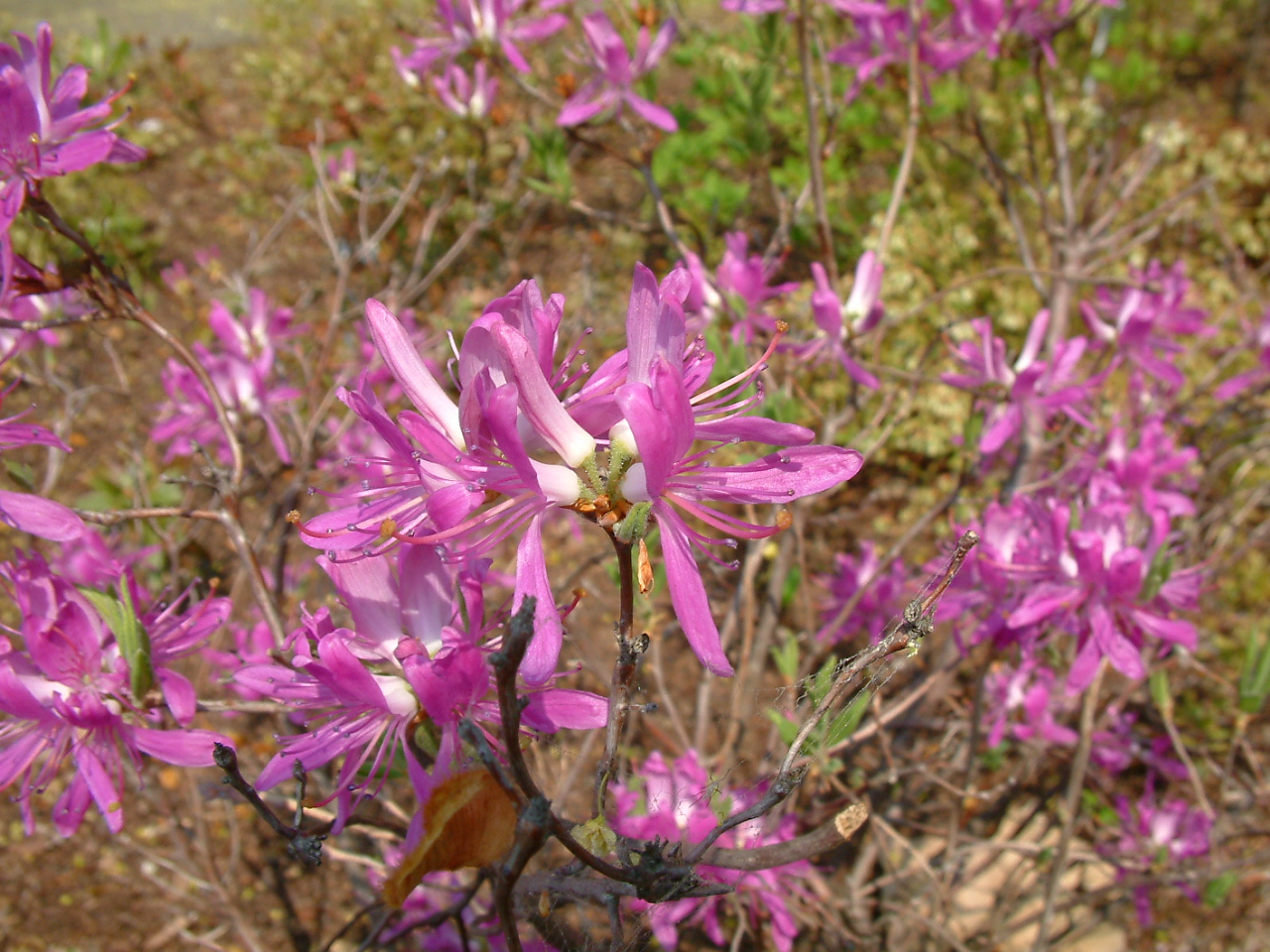
Rhododendron canadense, uno de los Rhododendron de Mustila.

- «Ladera Sur», esta zona más cálida y fértil tenía desde la década de 1920 gran número de especies exóticas de árboles y arbustos provenientes del Hemisferio Norte, así la Tsuga diversifolia, abeto Douglas (Pseudotsuga menziesii), varias especies de nogales (Juglans spp.), Roble rojo (Quercus rubra), fresno rojo (Fraxinus pennsylvanica), Carpe Europeo (Carpinus betulus), Abies koreana. El espécimen de mayor altura de Abies holophylla fue recolectado directamente de su medio natural por el botánico ruso, V. L. Komarov, a finales de la década de 1890. Un gran número de especie de caducifolios, procedentes de climas más cálidos se encuentran adaptados creciendo bajo grandes ejemplares de Pinus sylvestris, tales como Acer barbinerve, Acer triflorum, Actinidia kolomikta, Aralia elata, Cercidiphyllum japonicum, Cladrastis kentukea, Fagus grandifolia, Ilex rugosa, Maackia amurensis, Magnolia sieboldii, Phellodendron amurense y Pterocarya rhoifolia.
- «Bosquete de los avellanos», su recorrido empieza en el café del arboretum en dirección a la ladera sur, recibe este nombre por los cientos de arbustos de avellana nativa (Corylus), plantados entre 1930 y 1940. Diversos árboles de maderas duras se encuentran en esta zona de suelo caliente y fértil, Fraxinus excelsior, Quercus robur, Acer platanoides, Crataegus douglasii, Acer saccharinum, Acer tataricum, Tilia platyphyllos, Aristolochia macrophylla y algunas coníferas como Larix occidentalis Larix gmelinii, Abies concolor y Abies amabilis.
- «Robledal», es un área pequeña en el borde sur del arboretum. Los robles de Quercus robur se plantaron en la década de 1920 y procedían de Estonia y siendo este su límite de desarrollo más al norte, sin embargo se desarrollan bien, y son fuente de germoplasma de gran resistencia a climas duros, junto a estos, otras especies que los acompañan son Acer platanoides, Tilia cordata, Ulmus glabra y Quercus rubra especies nativas, junto con especies importadas como Lysichiton americanus o Phellodendron amurense.
- «La Terraza», esta es una parte del arboretum pequeña y agradable, que fue construida por prisioneros de guerra rusos durante la década de 1940. Se empezaron en el 2005 trabajos de restauración y ampliación. Aquí se encuentran plantas exóticas tales como Microbiota decussata, Thuja koraiensis, Cephalotaxus harringtoniana, Thujopsis dolabrata, Acer sieboldianum, Aralia elata, Hydrangea paniculata ‘Mustila’, Rhododendron smirnowii, Rhododendron schlippenbachii y muchas más.

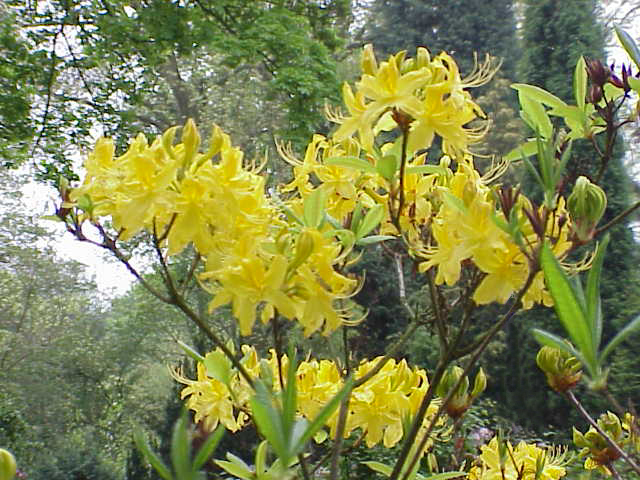
Rhododendron luteum.

- «Ladera de las Azaleas», esta zona soleada y bien drenada, tiene plantaciones de híbridos de un programa de plantaciones llevado a cabo por la Universidad de Helsinki a principìos de la década de 1990 con unas 4 000 azaleas híbridos en los que se buscaba robustez y una floración vistosa, se obtuvieron de cruces entre Rhododendron luteum, Rhododendron canadense y Rhododendron japonicum.
- «Valle de los Rhododendron», esta es sin duda la zona más atractiva del Arboretum sobre todo a principios del verano cuando coinciden la mayoría de las floraciones. El terreno del valle de (pH 5) es ácido, lo que es ideal para coníferas y Rhododendron. La mayoría de los Rhododendron son cultivares e híbridos con unos 8 000 individuos que se encuentran bajo altos Pinus sylvestris que les proporcionan la sombra adecuada, así como protección contra el frío y los vientos. Entre las especies de Rhododendron se incluyen Rhododendron smirnowii, Rhododendron brachycarpum var. brachycarpum, Rhododendron brachycarpum var. tigerstedtii, Rhododendron yakushimanum, Rhododendron dauricum, Rhododendron intermedium y Rhododendron ferrugineum.

## Actividades y Equipamientos
- Control de especies invasivas
- Horticultura
- Index Seminum
- Programas educativos
- Asociación de amigos
- Oficinas
- Sala de reuniones
- Laboratorios.
- Arboretum Cafe